# Майерс, Джордж
Доктор Джордж Майерс (2 февраля 1905, Джерси-Сити, Нью-Джерси — 4 ноября 1985, Скотс-Валли, Калифорния) — один из крупнейших американских ихтиологов XX века. Большую часть своей карьеры проработал в Стэнфордском университете. Был редактором Stanford Ichthyological Bulletin, президентом Американского общества ихтиологов и герпетологов. Возглавлял отдел рыб в Смитсоновском институте, был советником по ихтиологии правительства Бразилии.
Тесно сотрудничал с Маргарет Гамильтон Стори. Дружил с Уильямом Иннесом, в честь которого назвал вид рыб, ныне известный как Paracheirodon innesi.